# Kaitaa

Kaitaa (en suédois : Kaitans) est un quartier de la ville d'Espoo en Finlande.

## Description
Kaitaa compte 5 905 habitants (31.12.2016). 
Kaitaa est un quartier de maisons individuelles ou mitoyennes. Il comprend la zone de loisirs de  Hannusjärvi.
Les sections de Kaitaa sont Finnoo, Hannus, Hannusjärvi, Hyljelahti, Iivisniemi et Kaitamäki
Ses quartiers voisins sont Espoonlahti, Matinkylä, Nöykkiö, Soukka.